# مارتن هينركسن
مارتن هينركسن هو ساعي البريد وسائق سيارة وسياسي دنماركي، ولد في 25 يناير 1980 في Tårnby ‏ في الدنمارك. نشط حزبياً في Danish People's Party ‏.

## مناصب
- انتخب عضو فولكتنغ [الإنجليزية]‏ عن دائرة Western Copenhagen constituency  [لغات أخرى]‏ وقد انضم خلال فترته النيابية ‏ للكتلة البرلمانية Danish People's Party [الإنجليزية]‏.
- انتخب ممثل الجمعية البرلمانية لمجلس أوروبا [الإنجليزية]‏ لترشحه ضمن قائمة الدنمارك، (30 نوفمبر 2012 – ).
- انتخب عضو فولكتنغ [الإنجليزية]‏ عن دائرة Copenhagen (Folketing constituency) [الإنجليزية]‏ وقد انضم خلال فترته النيابية ‏ للكتلة البرلمانية Danish People's Party [الإنجليزية]‏.
- انتخب عضو فولكتنغ [الإنجليزية]‏ عن دائرة Copenhagen (Folketing constituency) [الإنجليزية]‏ وقد انضم خلال فترته النيابية ‏ للكتلة البرلمانية Danish People's Party [الإنجليزية]‏.
- انتخب عضو فولكتنغ [الإنجليزية]‏ عن دائرة Copenhagen (Folketing constituency) [الإنجليزية]‏ وقد انضم خلال فترته النيابية ‏ للكتلة البرلمانية Danish People's Party [الإنجليزية]‏.

## وصلات خارجية
- الموقع الرسمي